# BioSentinel
BioSentinelは低コストのキューブサットを使った宇宙生物学ミッション。出芽酵母を用いて地球低軌道以遠の深宇宙で放射線がDNA修復に及ぼす影響を検出、測定、比較する。
BioSentinelは2013年に選定され、その6から12ヶ月にわたるミッションで宇宙機は深宇宙の放射線環境下で運用される。
ミッションはNASAエイムズ研究センターが推進している。
Biosentinelはスペース・ローンチ・システムによって2022年11月16日に打ち上げられた。ロケットから放出された直後、Biosentinelが発したテレメトリは機体が回転状態にあることを示していた。NASAはディープスペースネットワークを使ってBiosentinelに回転を止める指示を送り、その後姿勢は安定する。11月22日には月フライバイが行われた。酵母を使った実験は12月から開始される予定となっている。

## 背景
BioSentinelはNASAのスペース・ローンチ・システムの最初の試験飛行であるアルテミス1号に相乗する衛星として選定された10機のキューブサットの一つである。宇宙機はロケットにより月近傍の宇宙空間に投入された。NASAが地球低軌道以遠の深宇宙に生物を送るのは、最後の有人月探査ミッションである1972年のアポロ17号以来となる。

## 生物科学
BioSentinelはバイオセンサーとして出芽酵母Saccharomyces cerevisiaeを使って深宇宙の放射線環境に晒された後のDNA損傷応答を検出・測定する。このミッションには2種類の酵母菌株が選定された。一つはDNA修復を得意とする野生型株で、もう一つはDNA二本鎖切断 (DSB) の修復能力を、あらかじめ放射線による有害な変異により欠損させた株である。出芽酵母が選ばれたのは、宇宙空間での過去の実験実績がある他に、DSBの修復機構を筆頭にヒトの細胞との類似点があるからである。バイオセンサーは遺伝子組換え酵母株と代謝を検出する指示薬を含んだ培地から構成される。酵母の生存には十分なDNA修復能力が必要である。つまり、酵母の代謝活動と成長を確認することによって、DNA損傷の修復に成功していることを間接的に知ることができる。
月フライバイと宇宙機のチェックアウトを済ませた後、酵母を含んだウェルの一組目に専用の培地を接種して、科学ミッションフェーズが開始される。18ヶ月間のミッション中、複数の組のウェルが異なるタイミングで起動する。一つの予備の組のウェルは太陽粒子現象 (SPE) が発生した際に起動する。合計でおおよそ4から5ラドの吸収線量が予想されている。ペイロードの科学データと宇宙機のテレメトリは機内で保存されたのちに地上に伝送される。
生体計測の結果は搭載された放射線センサーと線量計の情報と比較が行われる。また、比較基準としてBioSentinelと同一のペイロードが3つ製造される。そのうち1つは、地磁気によって守られているため放射線環境が比較的平穏な地球低軌道にある、国際宇宙ステーションの船外で宇宙空間に暴露される。